# 拉维多拉
拉维多拉，是西班牙卡斯蒂利亚-莱昂萨拉曼卡省的一个市镇。 总面积30平方公里，总人口164人（2001年），人口密度5人/平方公里。